# Bruno Xavier
Pour les articles homonymes, voir Xavier.
Bruno Xavier, né le 15 août 1984 à Vitória, est un joueur international brésilien de beach soccer.
Après avoir commencé à jouer au beach soccer en tant que gardien de but, Bruno Xavier passe au poste d'attaquant.

## Biographie
En 2010, Bruno Xavier est élu meilleur joueur du championnat d'Italie avec Catanzaro.
L'année suivante, il réalise le triplé champion-coupe-supercoupe avec Terranova Terracina. Il est élu meilleur buteur de la coupe et conserve son titre de meilleur joueur du championnat. Avant de remporter la Coupe des champions du Brésil avec Espírito Santo, Bruno Xavier s'illustrant par deux buts en finale et le titre de meilleur joueur.
Bruno Xavier effectue toute la préparation pour la Coupe du monde 2011 avec le groupe brésilien, mais le sélectionneur d'alors, Alexandre Soares, l'écarte au dernier moment. Depuis ce jour, son objectif est de se faire une place dans l'effectif pour Tahiti 2013. Il y parvient grâce à son ancien coéquipier et à l'actuel sélectionneur, Júnior Negão. « C'est grâce à lui et à Juninho Pernambucano. Je les admire non seulement pour ce qu'ils ont fait sur le terrain, mais également pour leur attitude en dehors : leur comportement et leur discipline m'inspirent », confie ce chaud supporter du Vasco da Gama, autre passion qui unit les trois hommes.
L'ailier brésilien patiente longtemps avant de faire ses débuts dans un Mondial. Pour sa première participation à l'épreuve en 2013 à l'âge de 29 ans, il est couronné meilleur joueur de la compétition et deuxième meilleur réalisateur, avec 10 buts marqués. Il est l'un des grands artisans de la troisième place de la Seleção.
Fin 2013, il rejoint avec son compatriote Bruno Malias, le club des Corinthians pour participer à la Coupe du monde des clubs qu'ils remportent.

## Palmarès

### Individuel
| Avec le Brésil | En club |
| --- | --- |
| - Coupe du monde - Meilleur joueur en 2013 - 2e meilleur buteur en 2013 - Championnat CONMEBOL - Meilleur buteur en 2013 - Copa das Nações - Meilleur joueur en janvier 2013 - Coupe intercontinentale - Meilleur buteur en 2014 et 2016 | - Championnat d'Italie - Meilleur joueur en 2010 et 2011 - Coupe d'Italie - Meilleur buteur en 2011 - Coupe des champions du Brésil - Meilleur buteur en 2011 |

### En sélection
| Compétitions mondiales | Compétitions continentales                                                                                 |
| --- | --- |
| - Coupe du monde - 3e en 2013 - Coupe intercontinentale (3) - Vainqueur en 2014, 2016 et 2017 - Finaliste en 2011 et 2012 | - Championnat CONMEBOL (1) - Vainqueur en 2011 - 3e en 2013 - Copa América (2) - Vainqueur en 2012 et 2013 |

### En club
Avec  Vasco da Gama
- Vainqueur du tournoi Rio-Sao Paulo en 2010
- Vainqueur de la Coupe du Brésil en 2012 et finaliste en 2011
- Vainqueur de la Coupe du monde des clubs en 2011 et 3e en 2012
- Vainqueur de la Supercoupe du Brésil en 2012

Avec  Strogino
- Vice-champion de Russie en 2010 et 2011

Avec  Terranova Terracina
- Champion d'Italie en 2011 et 2012
- Vainqueur de la Coupe d'Italie en 2011
- Vainqueur de la Supercoupe d'Italie en 2011

Avec  Espírito Santo
- Vainqueur de la Coupe des champions du Brésil en 2011

Avec  Sporting Portugal
- Finaliste de la Coupe du monde des clubs en 2011

Avec  Corinthians
- Vainqueur de la Coupe du monde des clubs en 2013

Avec  Crystal Saint-Pétersbourg
- Champion de Russie en 2013